# Іншомовна історія українців
«Іншомóвна істóрія украї́нців» — енциклопедичний довідник Костянтина Тищенка з історії українських мовних контактів (підзаголовок на титулі: «2300 запозичених реалій античності й середньовіччя у мові, топонімах і прізвищах»). Книгу та її частини рецензували: член-кореспондент НАН України Н. Ф. Клименко, академік НАН України Г. П. Півторак, доктор філологічних наук, професор В. М. Мойсієнко, доктор географічних наук, професор В. М. Пащенко, доктор історичних наук, професор В. В. Ставнюк.

## Анотація
| Дозрів матеріал для енциклопедичного словника прожитих нами епох етноісторичних контактів. Українці ніколи не жили ізольовано: сформувалися вони зі слов'янської групи індоєвропейців, але в колі сусідніх народів. Тисячі років ми асимілювали їхні меншини – що видно з багатьох збережених мовних ознак. Даючи тим меншинам нову ідентичність, ми самі зазнавали їхнього впливу. У книзі – 2304 тексти з теми: 47 статей прологу – це стислий опис прожитих українцями 42 епох етномовних контактів з 5 напрямів; переважно відоме – у 350 статтях частини І про запозичені при цьому слова, граматичні й діалектні явища; переважно нове – у 1131 статті частини ІІ – про топоніми від іншомовних основ. Мовні контакти підтверджені генетикою і археологією у 74 статтях частини III . Живим продовженням меншин сусідів є українці з забутим значенням прізвищ (702 статті частини IV ). Досі були відомі зв'язки з нашими предками інших слов'ян, балтів, скандинавів, ясів, греків, тюрків. Тепер з топонімів і прізвищ добуто підтвердження тих контактів, а також ознаки впливу франків, парфян, персів, еламців, грузин, вірмен, сирійців, арабів, албанців, коптів. Ця книга – для науковців, учителів і цікавих до нових методів вивчення історії. Читати її чи ні – можна вирішити з підсумкових таблиць на с. 606 і 806. |

## Історія написання
Нова книга являє собою панорамне зведення кількох взаємно доповнюваних масивів даних про мовні контакти в ході етно- і глотогенезу українців. По-перше, це успадкована наукова база знань, складена з численних фактів, аргументів і висновків з історії дослідження українських мовних контактів, вибраних автором з праць провідних українських і зарубіжних лінгвістів. У статтях енциклопедичного довідника відображені матеріали з публікацій таких науковців як славісти Ю. Шевельов, О. Стрижак, Г. Півторак, С. Смаль-Стоцький, В. Мартинов, Г. Шустер-Шевць, М. Трубецькой, літуаністи А. Непокупний, В. Топоров, Ю. Лаучюте, елліністи А. Білецький, П. Шантрен, В. Нерознак, іраністи В. Абаєв, І. Оранський, Д. МакКензі, Г. Нюберґ, тюркологи О. Пріцак, Н. Баскаков, єгиптологи В. Крум, Г. Верет, Й. Черни, В. Виціхль, лексикологи Є. Тимченко, О. Мельничук, М. Фасмер, О. Трубачов, П. Скок, А. Брюкнер, Ф. Славський, К. Бак, М. Кортелаццо, П. Цоллі, діалектологи Ф. Жилко, В. Чекмонас, С. Павленко, В. Вейнен, топонімісти Г. Краге, А. Кортезан, Й. Піль, М. Коста (Коссю), П. Ніконов, А. Попов та ін.
По-друге, ці базові знання відчутно поглиблені й доповнені власним життєвим науковим доробком автора, зокрема, його сходознавчими студіями 1998—2018 рр. До словникових статей довідника включено факти, аргументи й висновки автора, обговорені у фаховому середовищі на наукових конференціях, в окремих випадках змінені внаслідок врахування зауважень рецензентів, апробовані та оприлюдені протягом 20 років у науковій періодиці, брошурах і низці монографій. По-третє, з висновками топоніміки уперше системно поєднані висновки етимологічних студій однокореневих і семантично пов'язаних прізвищ. По-четверте, весь цей системно поєднаний матеріал історичної лексикології, топоніміки, антропоніміки дістає у книзі незалежну апробацію внаслідок поміченої автором його відповідності напрацюванням сучасної генетики Y-гаплогруп.
Реєстр розглянутих у книзі тем свідомо обмежений краще вивченим масивом іншомовних запозичень у словнику української мови та іншомовними основами топонімів України і прізвищ українців. У праці далі послідовно вживано авторський метод топонімічного контекстування для виявлення між сусідніми географічними назвами смислових зв'язків, — а відтак і відображених у них подій.
Задум книги дозрів під кінець роботи над попередньою монографією 2016 р. Первісно книга мала включати пролог (контур української історії у світлі етномовних контактів) і три частини (про історичну пам'ять народу у словах мови, топонімах і генах). Потреба в такому узагальненні виникла після виявлення в українському словнику й на карті України елліністичних грецьких, коптських, сирійських, пахлавійських запозичень і топонімів (зокрема, прониклих через вірменську і грузинську мови). При цьому загальна кількість відомих іншомовних пластів словника і топонімії України перевищила 40. Відтак необхідною передумовою дальших студій стало упорядкування накопичених мовних фактів.
2017 р. фактологічна база дослідження неочікувано збагатилася сайтом ridni.org/karta з інтерактивними картами поширення прізвищ 42 мільйонів українців. Результати вивчення прізвищ від іншомовних основ склали частину IV книги: тут зібрано відомості про структурні моделі й поширення таких прізвищ і запропоновано можливі етимології для них. Спочатку вже опрацьовані раніше етимології низки топонімів України з іншомовними основами були застосовані до однокореневих прізвищ. Засвідчені варіанти прізвищ додали аргументів на користь слушності багатьох давніших висновків. Інші форми прізвищ, навпаки, поставили під сумнів окремі етимологічні інтерпретації однокореневих топонімів, що спонукало удосконалити їхні етимології. З'явилася й «друга хвиля» етимологій прізвищ, семантично або формально пов'язаних з інтерпретованими раніше. У книзі поставлено проблему різночасовості та різновекторності мовних джерел формантів українських прізвищ і закладено основи хронології словотвору у прізвищах (сс. 690, 696—698, 706, 708—710, 753, 776).
З очевидністю, уперше запропонований енциклопедичний огляд панорами мовних контактів українців є пріоритетним, системним і містить нову наукову якість. Разом з тим, беручи до уваги несумірно більший обсяг інформації, яка залишається поза книгою через обмежені індивідуальні ресурси часу й сил, автор оцінює створену ним книгу як перше наближення до розкриття теми (с. 17) — тобто її макет, проект, модель, провісник можливого у перспективі ширшого і повнішого академічного зведення. На думку акад. НАН України Г. А. Скрипник, складні проблеми українського етногенезу не дістануть однозначного вирішення ні сьогодні, ні в оглядному майбутньому; проте кожне покоління дослідників має зафіксувати сучасне йому бачення цих проблем. Таким відображенням візії автора сучасного стану вивчення етно- і глотогенезу українців і є його енциклопедична праця.

## Зміст
Книга складається з авторського вступу, прологу («Сорок дві мовні епохи, прожиті українцями») і чотирьох частин (І. «Історична пам'ять українців у словах», ІІ. «Історична пам'ять українців у топонімах», ІІІ. «Історична пам'ять українців у генах. Акценти з відомої історії. Метод», IV. «Історична пам'ять українців у прізвищах»).
У вступі («Від хроніки мовних контактів до синтезу наук про глотогенез»; с. 17–22) висвітлено роль східного вектора у ономастичних студіях, різні масштаби мовних контактів залежно від мови, складники реєстру книги, відбір місць мовного лабіринту до маршруту «екскурсії для читача» тощо.
Кожна сторінка прологу (с. 23–72) дає стислу довідку про одну з 42 епох мовних контактів, прожитих українцями. Вони згруповані за географічними векторами впливів: вектор І відображує 4 епохи контактів з мовами Стародавнього Сходу; вектор ІІ — 10 епох давніх впливів з Заходу, вектор ІІІ — 8 епох контактів з Давнім Півднем, вектор IV — 13 епох контактів з Правічним Степом, вектор V — 7 епох контактів з Новою Європою.
ЧАСТИНА І «Історична пам'ять українців у словах» (с. 73–218) починається з короткого проспекту під назвою: «Іншомовні риси у звуках, літерах, словах, граматиці й діалектах вказують на мову-джерело і на зміст контактів». Далі йдуть пояснювальні статті.
Майже половину обсягу книги складає ЧАСТИНА ІІ «Історична пам'ять українців у топонімах» (с. 219—606). У короткому проспекті до неї висвітлено два питання: «Метонімічність топонімів. Метод топонімічного контекстування» (с. 220). Підсумком розгляду 1131 словникової статті у частині ІІ є текст «Контент-аналіз 966 іншомовних основ топонімів» (с. 602—606) із зведенням розглянутого матеріалу в таблиці «Підсумковий ранговий розподіл числа топонімів за етномовами і тематикою прототипів» (с. 606).
Найменша за обсягом ЧАСТИНА ІІІ «Історична пам'ять українців у генах. Акценти з відомої історії. Метод» (с. 607—666) відкривається проспектною сторінкою «„Відома історія“ з традиційних джерел» (с. 608). Далі йдуть за абеткою статті. З цих 74 статей зроблено підсумки: «Вдалі розв'язки. Кореляція висновків генетики, археології та мовознавства» (с. 665—666).
ЧАСТИНА IV «Історична пам'ять українців у прізвищах» (с. 667—808) розпочинається з короткого проспекту «Мовний гербівник українців. Кореляція контекстів прізвищ і топонімів» (с. 668—669). Далі йдуть за абеткою 702 статті та завершальний текст книги «Navigare necesse est: контент-аналіз 602 іншомовних основ прізвищ» (с. 803—808) із зведенням розглянутого матеріалу в таблиці «Підсумковий ранговий розподіл числа моделей прізвищ за етномовами і тематикою прототипів» (с. 806).
Переднє слово до книги написала чл.-кор. НАН України проф. Н. Ф. Клименко: «Мова — велетенський історичний документ» (с. 1–4).

## Оформлення
У книзі — 272 ілюстрації і таблиці та 404 карти. Кольорові форзац і нахзац унаочнюють зв'язки топонімів і прізвищ у центральному районі України та розмаїття й самобутність словникових запозичень до українського словника.

## Відгуки
З передмови рецензента книги, чл.-кор. НАН України, професора Н. Ф. Клименко:

| «Дослідник вивчає тему від 2005 р. Виявлення кореляції висновків генетики, топоніміки й історичної лексикології надало нової якості цим студіям. Усі три області знань представлені в окремих частинах теперішньої книги, з очевидністю задуманої як антологія зробленого. Однак з життя приходять нові проблеми й виклики. Таким викликом стала електронна база прізвищ українців "ridni.org/karta". ...Вчений помітив, що чимало прізвищ схожі на досліджені ним запозичення й іншомовні топоніми, – та й узяв їх за основу ще однієї, IV частини теперішньої книги. Збагатившись на нові факти, цей огляд історії "контактних" прізвищ став не менш змістовним, ніж попередні сюжети. З віднайденими закономірностями, цікавими думками про хронологію формантів (с. 696–697), з історичною інтерпретацією прототипів, сотнею карт-цитат їхнього поширення, авторськими картами зв'язку прізвищ і однокореневих топонімів тощо. Фразою про "помічений паралелізм" тут знову не обійдеться: насправді науковець укотре зумів синтезувати знання з кількох наук» (стор. 3). «Що ж нового і новаторського у теперішній книзі, крім уже названого синтезу наук? По-перше, це її провідна ідея: дати читачеві зведення розвіданих ознак взаємозв'язку чотирьох галузей науки, звичайно трактованих нарізно. (...) По-друге, книгу відкриває пролог з новим баченням історії нашого народу у світлі мовних контактів. Уточнення неминучі, але вся запропонована схема повніша від відомої, своєчасна й переконлива. Пріоритетним є спостереження про різну кількість епох контактів упродовж історії різних народів і мов (с. 18, 23). По-третє, рідкісний жанр праці: одноосібно укладений енциклопедичний словник іншомовних реалій античної і середньовічної доби. (...) Попри помітні скорочення, цитати з раніших видань автора нерідко усе ще задовгі, низка статей перевантажена прикладами. Проте, хоч і не завжди збалансовані за обсягом, статті мають в цілому витриману структуру: містять можливі прототипи або узагальнення, аргументи й посилання на джерела. По-четверте, цікаві вже перші підсумки кількісного розподілу за етномовами запозичених основ топонімів (с. 606) та прізвищ (с. 806) і висновок про їх частковий збіг. (...) По-шосте, роки праці над книгою видно з зібраних з різних мов можливих етимологій для тих самих об'єктів. Це необхідна умова наукового пошуку (пор. Байдівка, Воропаї, Ганщина, Красна Гірка, -уват-). (...) Докладніше опрацьовані пропозиції заслуговують на конструктивне обговорення. Недаремно освіту романіста і прикладного лінгвіста автор сполучив з іраністикою. Двадцятирічні досягнення його у цій галузі вже помітні: мовний слід сатрапії, ґабрів, джихаду; низка етимологій – зокрема, слів волхви, капирі, потала, посіпака, призьба, паркан; – прізвищ Передерій, Копирсако, Сколота, Пероганич; – топонімів Передеріївка, Зарваниця, Копирів кінець. Співзвучні В. Абаєву власні висновки автора про українські аналогії з зауваженим ще Аристофаном у VII ст. до н. е. скіфським акцентом у грецькій (χ, θ, φ > к, т, п); про зв'язки іранської та слов'янської ономастики часів метатези плавних (Ардагаст ~ Радогост); про пехлевійську природу (за Д. МакКензі й Г. Нюберґом) характерних груп прізвищ українців (Прига, Підоприга, Підопригора, Вернигора, Котигора, Підгорний, Гора) та ін. Приріст знань є і в інших мовних пластах. Так, зміцнено обґрунтування етимологій низки топонімів України від готських двоосновних антропонімів з документів Астурії (за Й. Пілем, А. Кортезаном, М. Костою); розкрито багаті зв'язки топонімії України з елліністичним світом (за П. Шантреном) і кілька коптських аналогій (за В. Крумом і Г. Веретом)» (стор. 3–4). «Залучені автором іранські, готські й грецькі мовні факти нерідко мають ознаки субстратних, а не контактних, – адже справді дають проникнення, а не запозичення. Даремно упереджена критика силкувалася це підважити. Дослідник не відступив і вийшов тепер на нові рубежі. Одна річ – з року в рік пропонувати й відстоювати кожний з аргументів зокрема. Інша – зібрати їх до енциклопедичного тому» (стор. 4). «...Закам'янілу простоту зручних міфологій розхитати непросто. Але наука тим і сильніша від міфу, що здатна виходити з власних застиглих станів через нові факти. Книга заслуговує на повагу до діапазону знань, знайдених міжмовних зв'язків і повнішого бачення минулого, вона запрошує до освоєння і нарощення досягнутого» (стор. 4). |